# Nowa Wieś (gmina Staroźreby)
Nowa Wieś – wieś sołecka w Polsce położona w województwie mazowieckim, w powiecie płockim, w gminie Staroźreby.
| SIMC    | Nazwa             | Rodzaj    |
| ------- | ----------------- | --------- |
| 0576728 | Nowa Wieś-Parcela | część wsi |

Wieś szlachecka położona była w drugiej połowie XVI wieku w ziemi wyszogrodzkiej. W latach 1975–1998 miejscowość należała administracyjnie do województwa płockiego. Niegdyś znajdował się tutaj folwark szlachecki.